# José Luis Bueno
José Luis Bueno (* 8. Dezember 1969 in Nezahualcóyotl) ist ein ehemaliger mexikanischer Boxer im Superfliegengewicht.

## Profikarriere
1997 begann Bueno seine Profikarriere und verlor seinen Debütkampf. Am 13. November 1993 boxte er gegen Moon Sung-kil um den Weltmeistertitel des Verbandes WBC und siegte durch geteilte Punktrichterentscheidung. Diesen Titel verlor er bereits in seiner ersten Titelverteidigung im Mai des darauffolgenden Jahres an Hiroshi Kawashima nach Punkten. 
1998 beendete er seine Karriere.